# نوريتوم هارادا
نوريتوم هارادا (باليابانية: 原田 憲知) (14 يوليو 1984 في فوكوكا في اليابان – )؛ هو لاعب كرة قدم كان يلعب كلاعب وسط.